# Aston Martin Vulcan
Aston Martin Vulcan (укр. Астон Мартін Вулкан) — трековий суперкар, вироблений британським люксовим брендом Aston Martin.

## Опис

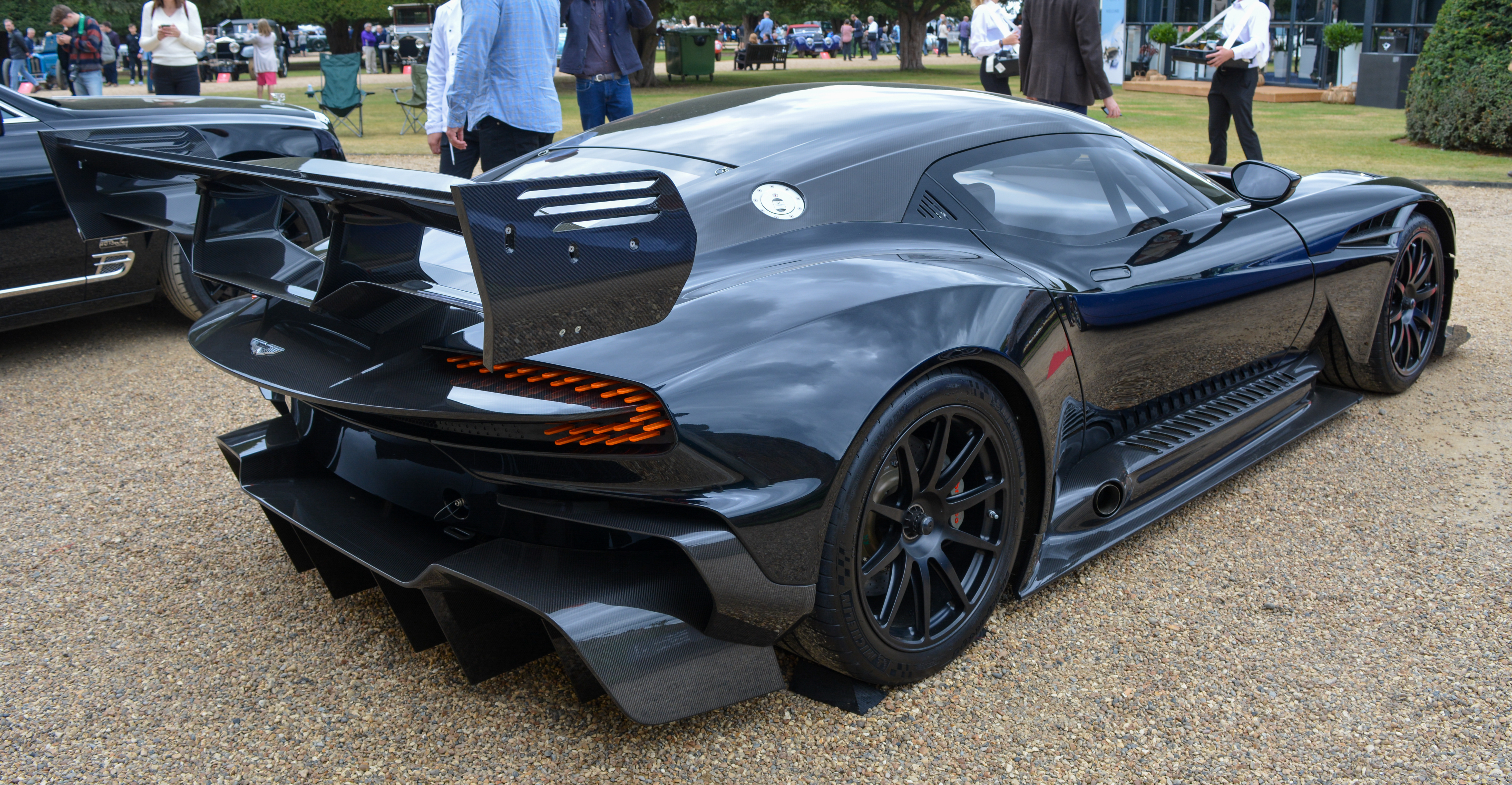

Прем'єра відбулась на Женевському автосалоні 3 березня 2015 року.

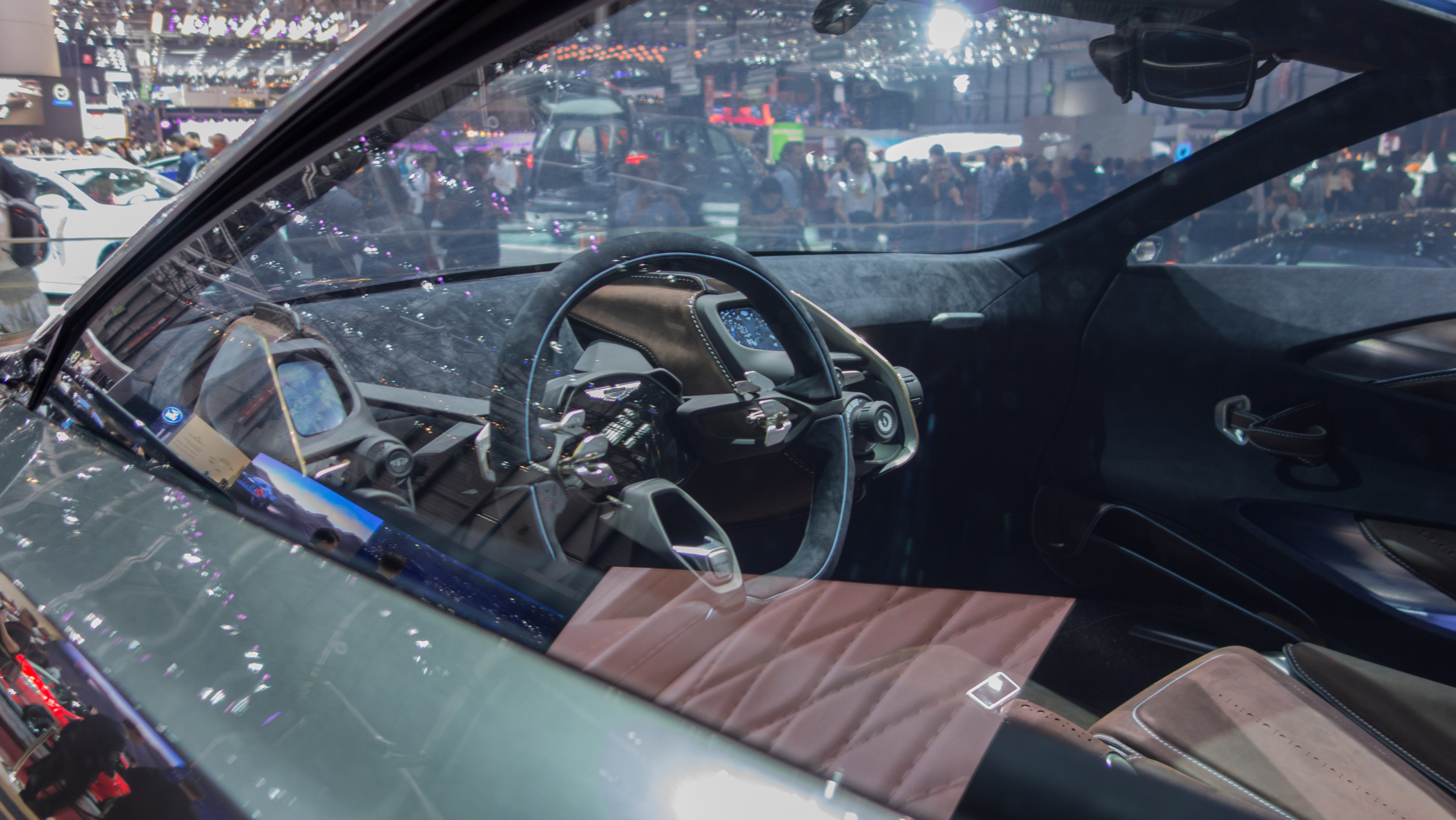

Автомобіль створений спеціально для гоночних трек-днів і випущений тиражем 24 екземплярів за ціною 2 300 000 $ за одиницю. Відповідальним за проект є Марек Райхман (Marek Reichman). Його головні конкуренти такі, як: Ferrari LaFerrari FXX K та McLaren P1 GTR.
Vulcan отримав карбоновий монокок, передньомоторне компонування і задній привід. Суперкар оснастили 7-літровим атмосферним двигуном V12, який розвиває 820 кінських сил. Мотор агрегатується із 6-ступеневою секвентальною трансмісією Xtrac. 
Автомобіль буде відповідати всім вимогам безпеки гонок FIA.
Суперкар отримав підвіску з регульованими амортизаторами і стабілізаторами поперечної стійкості. Vulcan оснастили диференціалом підвищеного тертя на задній осі, гальмівними механізмами Brembo з 380 і 360-міліметровими карбон-керамічними дисками спереду і ззаду відповідно, а також 19-дюймовими легкосплавними дисками з гоночними покришками Michelin розмірності 345/30-R19.
Відмінними рисами від звичайних моделей, в Aston Martin Vulcan є масивна решітка радіатора і передній спліттер, а також велике антикрило позаду. За словами глави компанії Енді Палмера, купе поєднує в собі риси класичних машин британської марки й нові елементи, які дістануться майбутнім моделям.
Клієнтам запропонують спеціальну гоночну програму, в рамках якої їм нададуть особистого механіка та інструктора, серед яких буде пілот заводської гоночної команди Aston Martin Даррен Тернер.
Перш ніж сісти за кермо Vulcan, покупці спочатку пройдуть тренування на спеціальному комп'ютерному симуляторі, де будуть відпрацьовані базові навички. Після їм запропонують проїхати в дорожніх суперкарах V12 Vantage S і One-77, а також на гоночному купе Vantage GT4.

## Двигун
- 7.0 L V12 831 к.с. при 7750 об/хв. 780 Нм при 6500 об/хв

## Галерея

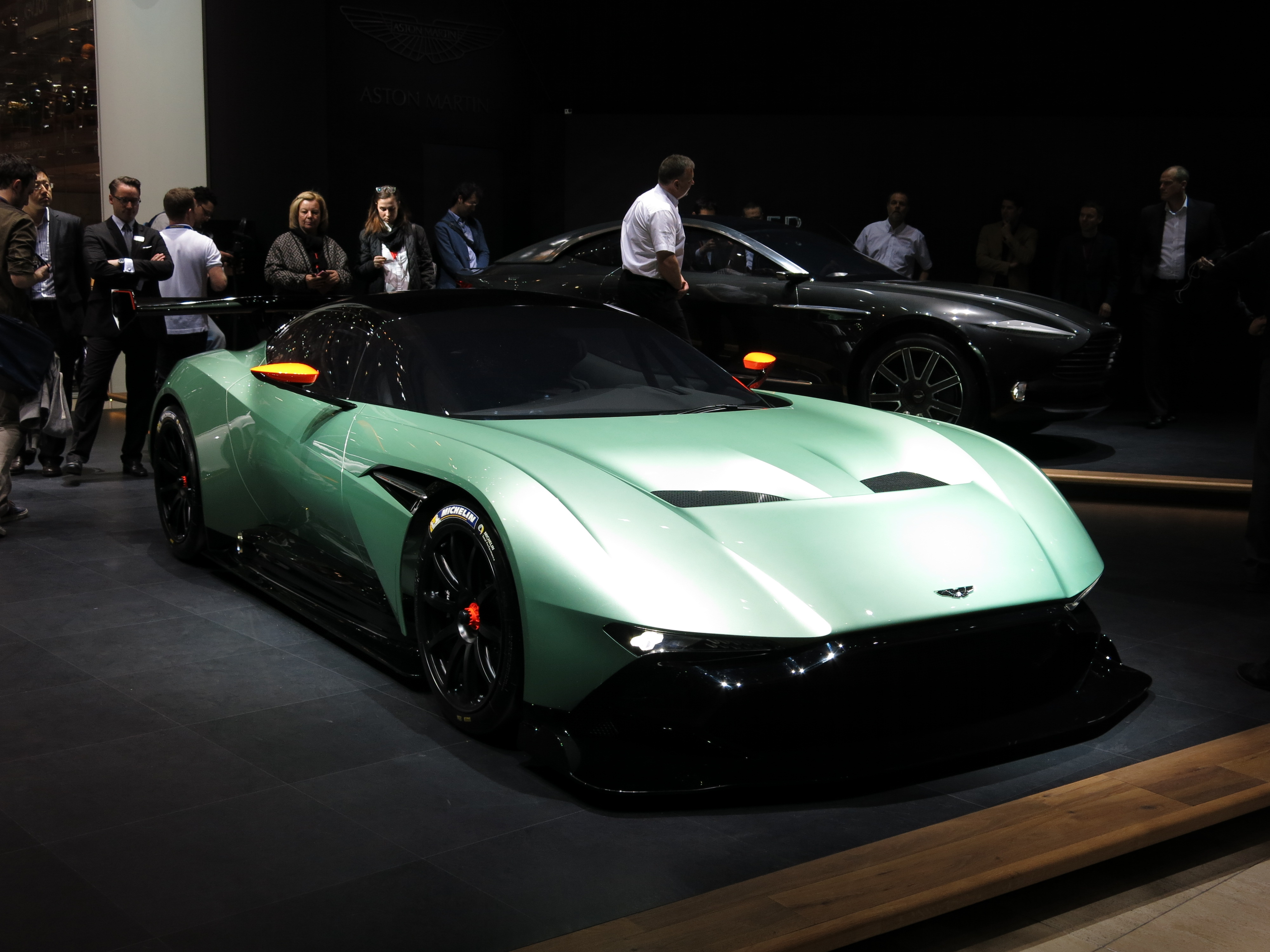
На Женевському Автошоу у 2015
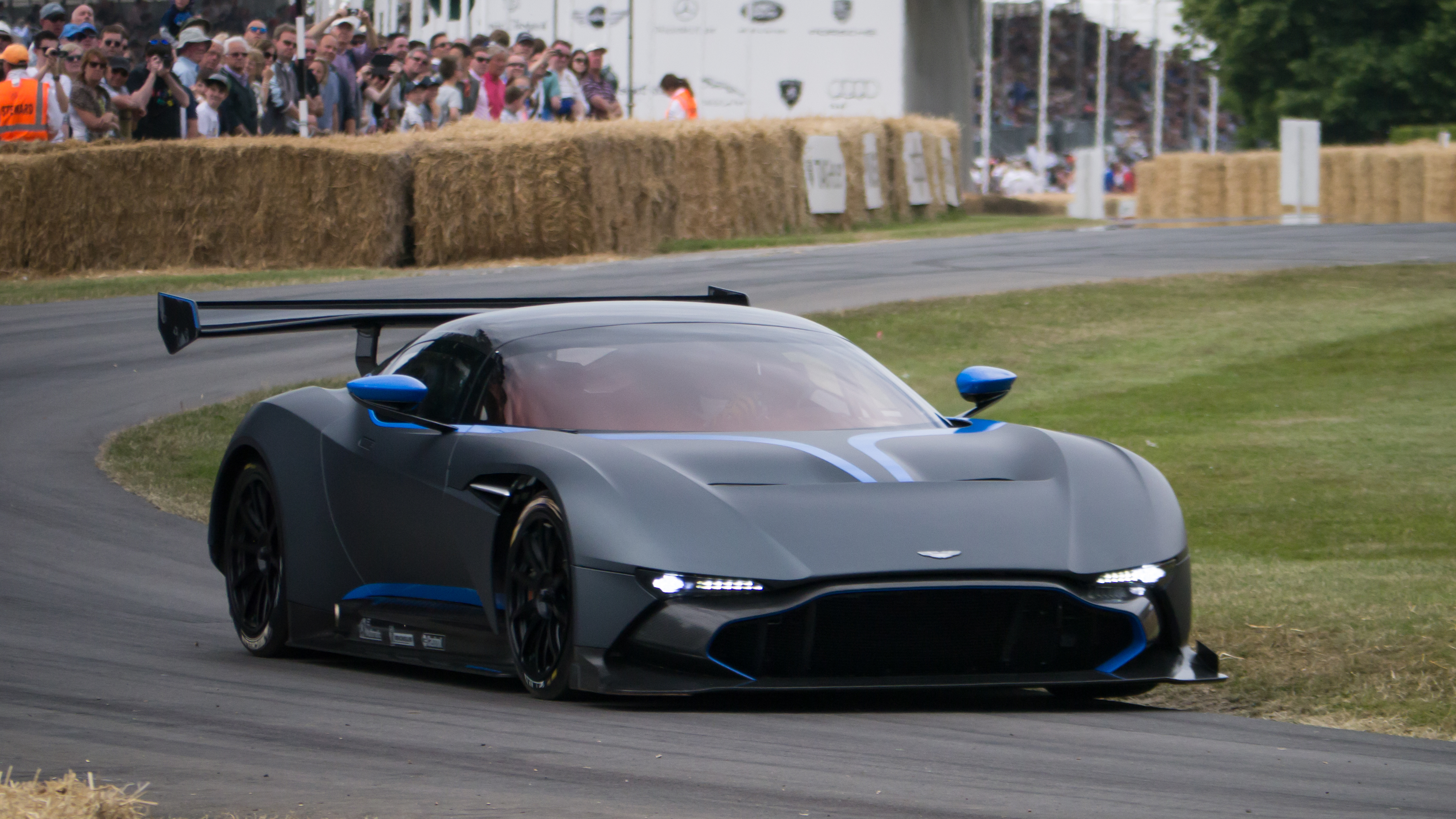
Goodwood Festival of Speed 2015
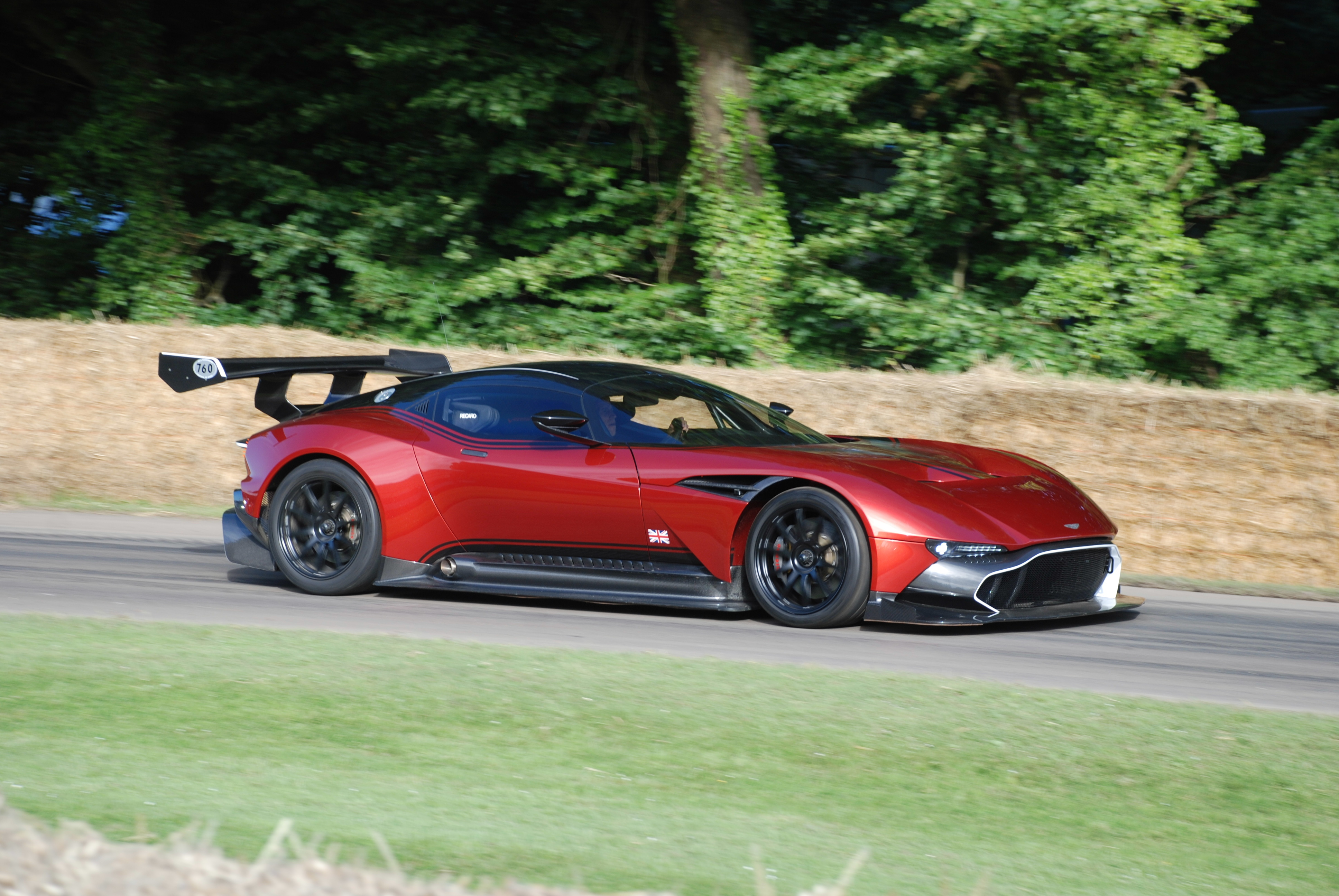
Goodwood Festival of Speed 2016
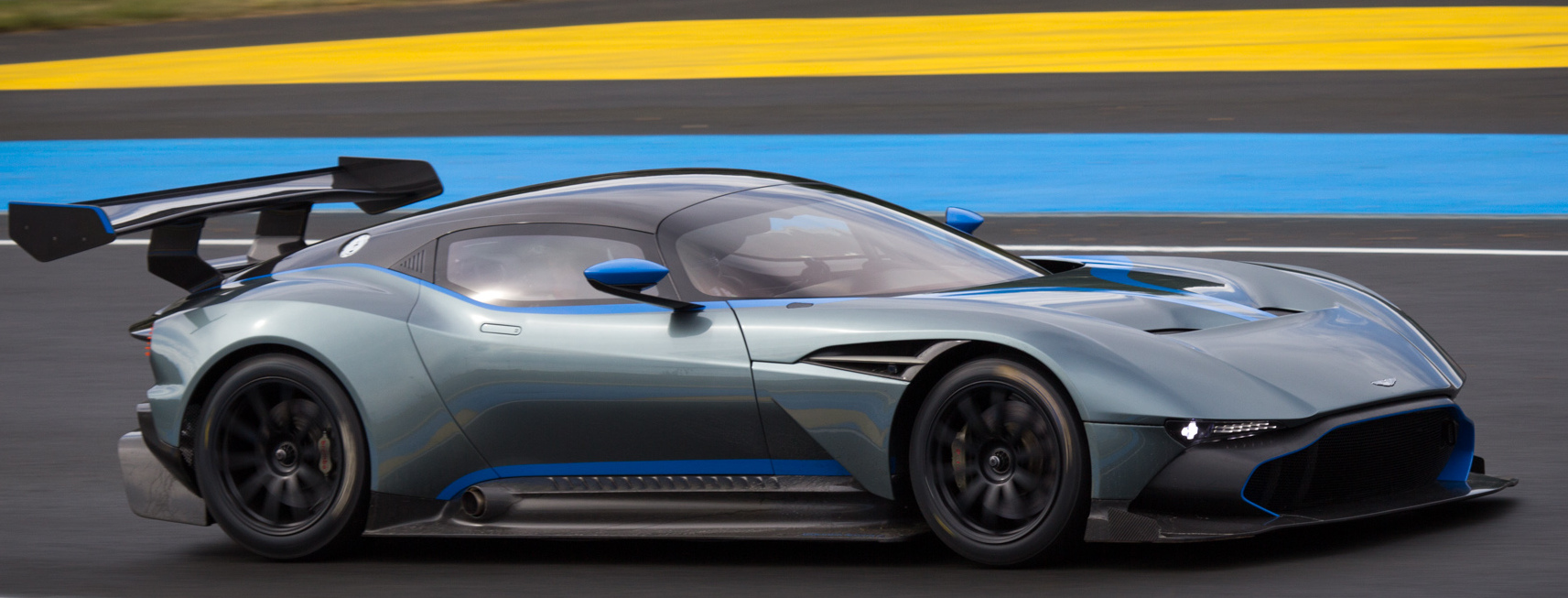
24 Hours of Le Mans, 2016
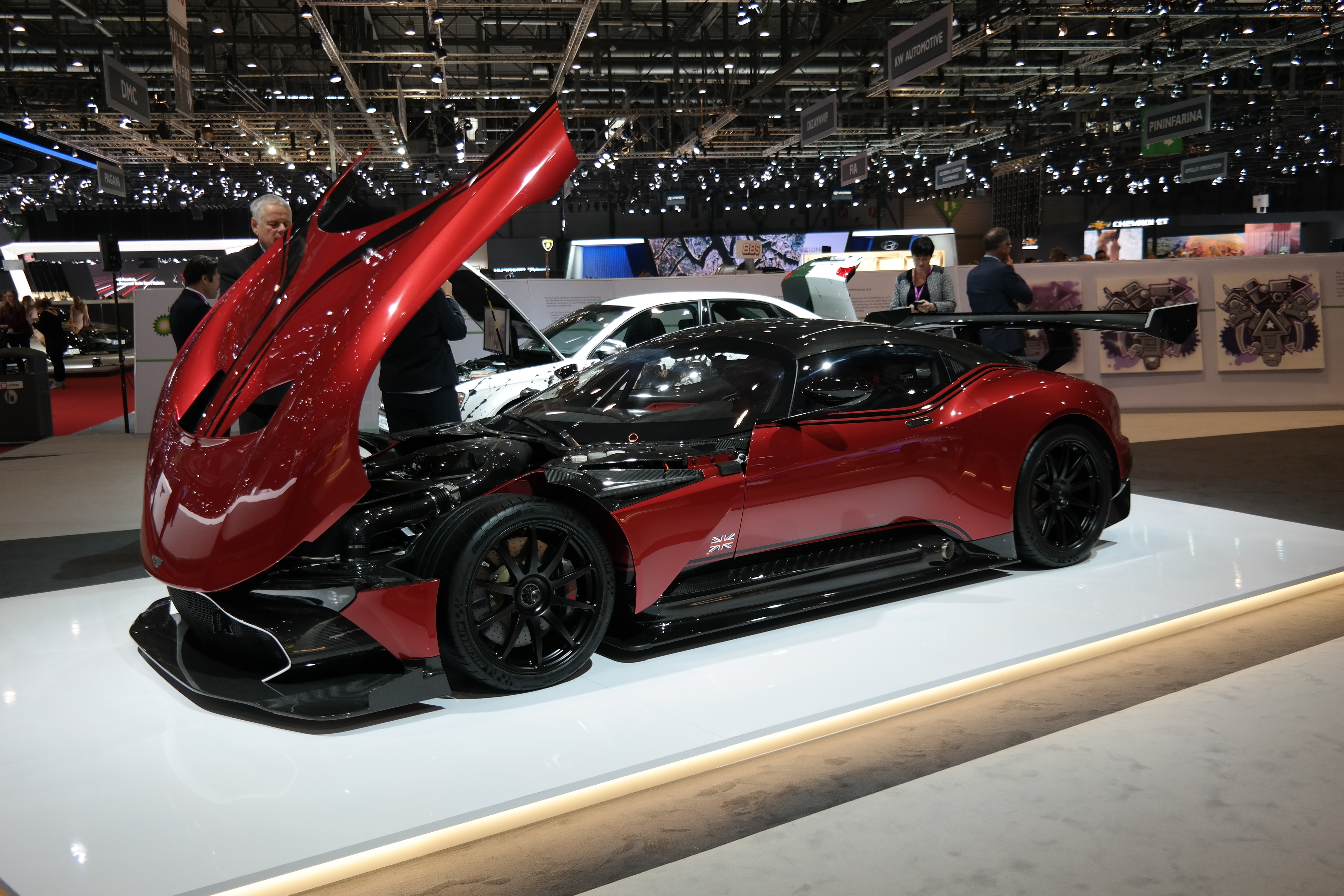
На Женевському Автошоу у 2017